# جامع العشرة المبشرين
تحتوي مدينة الموصل على الكثير من المساجد الأثرية القديمة بالإضافة إلى المراقد والأضرحة. وبعد عام 2003م بُنيت العديد من المساجد الحديثة، ومنها جامع العشرة المبشرين، وهو جامع صغير يقع في حي المنصور في الموصل، أسس عام 1429هـ الموافق 2008م.